# اتهام نقش حکومت عربستان در حملات ۱۱ سپتامبر
| ملیت              | تعداد |
| ----------------- | ----- |
| عربستان سعودی     | ۱۵    |
| امارات متحده عربی | ۲     |
| مصر               | ۱     |
| لبنان             | ۱     |

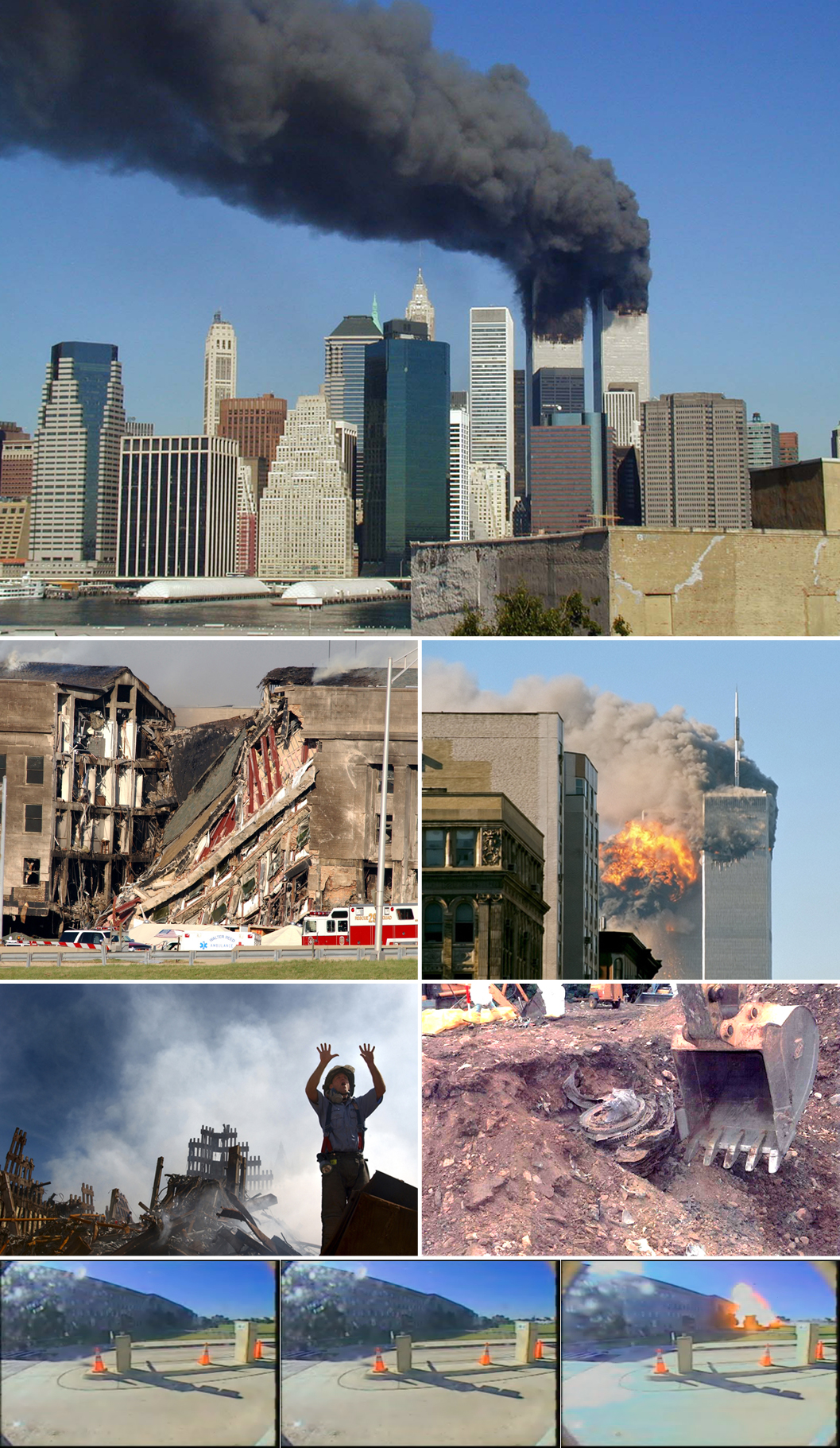
عملیات تروریستی 11 سپتامبر

از زمان حملات ۱۱ سپتامبر در ایالات متحده در سال ۲۰۰۱، اتهاماتی مبنی بر دخالت دولت عربستان سعودی در این حملات مطرح شده‌است و پادشاهی عربستان سعودی مرتباً چنین ادعاهایی را رد می‌کند. در گزارش نهایی کمیسیون ملی حملات تروریستی علیه ایالات متحده در سال ۲۰۰۴  آمده «هیچ مدرکی مبنی بر اینکه دولت سعودی به عنوان یک نهاد یا مقامات ارشد سعودی به‌طور انفرادی از القاعده برای توطئه در این حملات حمایت مالی کرده‌اند، یا اینکه حمایت مالی از مهاجمان انجام شده یافت نشد.» این گزارش عربستان سعودی را به عنوان منبع اصلی تأمین مالی القاعده معرفی می‌کند، و از ۱۹ هواپیماربا ۱۵ نفر شهروند سعودی بودند.
دولت عربستان سعودی به عنوان یکی از صادرکنندگان عمده نفت به ایالات متحده، از مصونیت گسترده‌ای در برابر دعاوی در ایالات متحده در رابطه با نقش عربستان سعودی در این حملات برخوردار بود، تا زمانی که در مارس ۲۰۱۸ یک قاضی دادگاه ناحیه ای ایالات متحده برای ناحیه جنوبی نیویورک اجازه داد شکایتی علیه دولت عربستان انجام شود.

## بن لادن
اسامه بن لادن، رهبر القاعده، گروهی تروریستی که حملات ۱۱ سپتامبر را سازماندهی کرد، عربستانی سعودی بود. با این حال، او در سال ۱۹۹۲ از عربستان تبعید شد و در سال ۱۹۹۴ تابعیت سعودی خود از دست داد. او آمریکا را قدرت پشت تاج و تخت در چند کشور عربی می‌دید و از حضور سربازان آمریکایی در عربستان به شدت متنفر بود.

## آماده‌سازی ۱۹۹۹
شواهد ارائه شده در یک شکایت علیه دولت عربستان سعودی نشان می‌دهد که این کشور پروازها را برای تحقیق در مورد ضعف‌های امنیتی تأمین مالی کرده‌است. به‌طور خاص، در این شکایت ادعا شده‌است که دولت عربستان سعودی از دو نفر که از مهمانداران سؤالات فنی پرسیده بودند و سعی داشتند وارد کابین خلبان یک پرواز داخلی در ایالات متحده شوند، کمک مالی کرده‌است که باعث فرود اضطراری هواپیما و بازجویی از افراد توسط FBI شد. آنها بعداً آزاد شدند.

## عواقب
دولت عربستان سعودی مدتهاست هرگونه ارتباطی را رد کرده‌است. بستگان قربانیان سعی کرده‌اند از دادگاه‌ها استفاده کنند تا خانواده‌های سلطنتی، بانک‌ها یا موسسات خیریه سعودی را مسئول بدانند، اما این تلاش‌ها تا حدی توسط قانون مصونیت‌های حاکمیت خارجی در سال ۱۹۷۶ خنثی شده‌است. به گفته گاودت باگات، استاد علوم سیاسی، پس از حملات ۱۱ سپتامبر، سیاست موسوم به «سیاست ترویج تروریسم و تأمین مالی نفرت عربستان» با انتقاد شدید چندین «سیاست گذار و اندیشکده با نفوذ در واشینگتن» مواجه شد.

## جاستا
در مارس ۲۰۱۶، عربستان سعودی دولت اوباما را تهدید کرد که در صورت تصویب قانون عدالت در برابر حامیان تروریسم (جاستا) که برای ایجاد استثنایی از قانون مصونیت حاکمیت خارجی در سال ۱۹۷۶ طراحی شده بود، ۷۵۰ میلیارد دلار از دارایی‌های آمریکایی متعلق به عربستان سعودی را به فروش خواهد رساند. باعث ترس از بی‌ثباتی دلار آمریکا شد. باراک اوباما، رئیس‌جمهور آمریکا نیز نسبت به " عواقب ناخواسته " هشدار داد، در حالی که دیگر تحلیلگران اقتصادی معتقد بودند که این اقدام به دولت عربستان آسیب می‌رساند.
JASTA پس از شکسته شدن وتوی باراک اوباما توسط کنگره، در ۲۸ سپتامبر ۲۰۱۶ به تصویب رسید. اگرچه برنی سندرز و هیلاری کلینتون به‌طور علنی از لایحه پیشنهادی حمایت کردند، اما به دلیل اختلافات در برنامه مبارزات انتخاباتی سال ۲۰۱۶، سندرز و تیم کین، معاون کلینتون، تنها دو سناتوری بودند که از رای دادن برای شکستن وتوی اوباما خودداری کردند. سناتور هری رید تنها رای «نه» بود.
در مارس ۲۰۱۸، یک قاضی آمریکایی اجازه داد که شکایتی علیه عربستان سعودی که توسط بازماندگان ۱۱ سپتامبر و خانواده قربانیان مطرح شده بود، مبنی بر اینکه این دولت باید میلیاردها دلار به قربانیان غرامت بپردازد، جلو برود.

## نام بردن از دیپلمات سعودی توسط اف‌بی‌آی
در آوریل ۲۰۲۰، اف‌بی‌آی در چند مورد در مخفی کردن نام دیپلمات سعودی «مساعد احمد الجراح» (ماج) در پرونده شکایتی که خانواده‌های ۱۱ سپتامبر ارائه کردند، کوتاهی کرد. در سال‌های ۱۹۹۹–۲۰۰۰، ماج یک مقام متوسط وزارت خارجه عربستان سعودی بود که در سفارت عربستان در واشینگتن دی سی کار می‌کرد. مقامات سابق سفارت گفتند که ماج به شاهزاده بندر، سفیر عربستان سعودی در ایالات متحده گزارش داده و کارمندان وزارت امور اسلامی در سراسر ایالات متحده را در مساجد و مراکز اسلامی تحت حمایت عربستان سعودی مدیریت می‌کند.
«به روز رسانی» اف‌بی‌آی در اکتبر ۲۰۱۲ در تحقیقاتش در مورد دخالت احتمالی عربستان در حملات ۱۱ سپتامبر بیان کرد که مأموران FBI «شواهدی» را کشف کرده‌اند که فردی به نام «ماج» به فهد الثمیری دیپلمات سعودی، یک مقام وزارت امور اسلامی عربستان سعودی و روحانی تندرو که به عنوان امام جماعت مسجد ملک فهد در لس آنجلس خدمت می‌کرد و عمر البیومی (OAB)، مأمور مظنون دولت عربستان سعودی، «وظیفه» حمایت از هواپیماربایان ۱۱ سپتامبر را محول کرده بود. در سراسر سند «به روز رسانی» اکتبر ۲۰۱۲ در همه موارد به جز یکی نام ماج مخفی شده بود. مأموران FBI مشکوک بودند که ماج از دو نفر از ۱۹ هواپیماربای ۱۱ سپتامبر پشتیبانی اساسی کرده‌است: خالد المحضر و نواف الحازمی، که در ۱۱ سپتامبر در ربودن پرواز ۷۷ امریکن ایرلاینز شرکت داشتند. پس از اینکه خالد المحضر و نواف الحازمیاند در ۱۵ ژانویه ۲۰۰۰ به لس آنجلس رسیدند و بعداً در سن دیگو دوره‌های پرواز را گذراندند، ظاهراً توسط دیپلمات سعودی فهد الثمیری و OAB به آنها کمک شد. به عنوان مثال، OAB برای آنها یک آپارتمان پیدا کرد، به آنها پول قرض داد و آنها را با حساب‌های بانکی تنظیم کرد. المحضر و نواف الحزمی در آن زمان در لیست هشدار تروریستی اف‌بی‌آی بودند. طبق بیانیه دادگاه کاترین هانت، مأمور سابق اف‌بی‌آی مستقر در لس آنجلس، که اکنون با خانواده‌های ۱۱ سپتامبر کار می‌کند، در جریان تحقیقات کمیسیون ۱۱ سپتامبر، اف‌بی‌آی معتقد بود که ماج در حال از «حمایت» و «حفاظت» از الثومیری بوده‌است.
در ۱۱ سپتامبر ۲۰۲۰، قاضی دادگاه ایالات متحده، سارا نتبرن، به دو تن از اعضای خانواده سلطنتی عربستان سعودی، از جمله شاهزاده بندر بن سلطان، دستور داد تا به سوالات مطرح شده در دعوای ۱۱ سپتامبر پاسخ دهند. قربانیان آن را نقطه عطفی در یک دعوی حقوقی طولانی مدت خوانده‌اند. بستگان قربانیان حمله ۱۱ سپتامبر ادعا می‌کنند که عوامل عربستان سعودی، قبل از ربودن و سقوط هواپیماها به برج‌های دوقلوی مرکز تجارت جهانی نیویورک آگاهانه از القاعده و رهبر آن اسامه بن لادن حمایت کردند.